# Nemopsis dofleini
Nemopsis dofleini är en nässeldjursart som beskrevs av Maas 1909. Nemopsis dofleini ingår i släktet Nemopsis och familjen Bougainvilliidae. Inga underarter finns listade i Catalogue of Life.